# Cold 187um
Cold 187um, de son vrai nom Gregory Fernan Hutchinson, né le 2 août 1967 à Pomona, en Californie, est un rappeur et producteur de musique américain, ainsi que le membre fondateur du groupe de G-funk Above the Law. Cold 187 um est l'inventeur du style G-funk, style que populariseront quelques années plus tard Eazy-E, Above The Law, B.G. Knocc Out et Gangsta Dresta

## Biographie
Cold 187um est né dans une famille de musiciens, et est le fils de Richard Hutchinson, parolier de Motown, et son oncle est Willie Hutch, auteur, compositeur et interprète des bandes originales blaxploitation de Foxy Brown et The Mack. Issu d'un milieu défavorisé, il fait partie dans sa jeunesse du gang des Crips. Si Cold ne pose pas de problème, il n'en est pas de même pour le chiffre « 187 », qui peut poser un problème au public non américain et/ou néophyte. En fait, 187 est simplement le code policier américain pour un cas d'homicide. Son pseudo est donc synonyme de l'expression française « meurtre de sang froid ».
Hutchinson signe avec son groupe Above the Law en 1989 sur le label fondé par Eazy-E, Ruthless Records, dans lequel il publie son premier album Livin' Like Hustlers, en 1990. L'album est coproduit par Dr. Dre, qui quittera par la suite le label et fonde Death Row Records, et inclut le groupe N.W.A.. Après le départ de Dr. Dre du label, le groupe Above the Law sortira plusieurs albums qui prouveront que Ruthless ne perd rien en qualité musicale. Toutefois, en 1996, un an après la mort d'Eazy-E, Cold187um, ainsi qu'Above the Law, quittent le label Ruthless. En 1999, Cold187um est signé sur Death Row pour remplacer Daz Dillinger au poste de directeur artistique du label. Il quitte quelque temps plus tard le label en restant en bons termes avec Suge Knight, chose assez rare qui mérite d'être soulignée.
Cold187um conclut les années 1990 avec son premier album, Executive Decisions, publié le 29 juin 1999 au label West World Records,.
Il s'associe pour la première fois avec Insane Clown Posse en 2002 sur leur album The Wraith: Shangri-La. Après son incarcération en 2004 pour trafic de marijuana, le groupe Above the Law se retrouve en suspens quelques années. En 2008, à sa sortie de prison, il sort un nouvel album solo Fresh Out the Pen.
Le 31 octobre 2011, il se produit lors de l'Hallowicked 2011 en ouvrant pour les Insane Clown Posse. Fin 2011, il signe sur le label Psychopathic Records et y publie un album intitulé The Only Solution prévu en 2012. Un clip est mis en ligne pou annoncer la nouvelle avec une nouvelle chanson : The Psychopathic Assassin. Cold 187um y rappe sur la musique de la chanson Assassin, tirée de l'album The Amazing Jeckel Brothers d'Insane Clown Posse. Dans le même temps, il est présent sur le clip The Psypher 3, publié en décembre 2011 en featuring avec plusieurs artistes des Psychopathic Records. Son premier album sur le label est publié le 9 octobre 2012, et contient un comic book le mettant en scène. Il s'agit d'un album mix tape dans lequel Cold 187um rappe sur la musique d'anciens morceaux des artistes de Psychopathic Records.

## Discographie

### Albums studio
- 1999 : Executive Decisions
- 2004 : Live from the Ghetto
- 2008 : Fresh Out the Pen
- 2010 : EF U Hutch
- 2011 : Only God Can Judge Me
- 2012 : The Only Solution
- 2014 : The Big Hit
- 2016 : The Blackgodfather

### Collaborations
- 2011 : Danger Party
- 2011 : Where Do We Go From Here? (chanson mise en ligne gratuitement avec un clip lors de l'American Psycho Tour)
- 2011 : Psycho Three Video
- 2011 : Rock the Hatett
- 2012 : Prelude
- 2012 : Love For Dem Gangsters
- 2012 : Psycho Four Video
- 2013 : So Fresh
- 2013 : I'm So Fresh (Ceemix)
- 2013 : L.A. (Original Remix)

### Productions
| Année | Artiste | Chanson(s)      | Album                |
| ----- | ------- | --------------- | -------------------- |
| 1994  | Kokane  | (album complet) | Funk Upon a Rhyme    |
| 1995  | Frost   | (album complet) | Smile Now, Die Later |
| 1995  | Kam     | Givin' It Up    | Made in America      |
| 1996  | MC Ren  | Six chansons    | The Villain in Black |
| 2012  |         |                 | The Only Solution    |

## Clips
- 2011 : Psycho Three Video
- 2011 : Where Do We Go From Here? (chanson mise en ligne gratuitement avec un clip lors de l'American Psycho Tour)
- 2012 : The Psychopathic Assassin
- 2012 : Psycho Four Video